# AIE国際高等学校
AIE国際高等学校（エーアイイーこくさいこうとうがっこう）は、兵庫県淡路市にある私立の単位制・通信制高等学校である。通信制高校としては唯一、また兵庫県内の学校教育法1条校として唯一の国際バカロレア・ディプロマプログラム（IBDP）認定校である。

## 概要
- 内閣府および文部科学省より「淡路市教育特区」の認定を受け、2013年4月、兵庫県立洲本実業高等学校東浦校跡地（東浦キャンパス）に開校した。
- 2017年10月、国際バカロレア（IB）ディプロマプログラム（DP)を実施するIBワールドスクールに認定。通信制高校として初、兵庫県内の学校教育法1条校としても初の認定。日本語と英語の両言語を使用するデュアル・ランゲージ（DL）DPを実施している。

## 設置学科
通信制課程
- 普通科
- 国際科

## 学習センター
- 東京
- 神戸